# Frederick Combs
Frederick Combs (* 11. Oktober 1935 in Portsmouth, Virginia; † 19. September 1992 in Los Angeles, Kalifornien) war ein US-amerikanischer Schauspieler.

## Leben
Frederick Combs absolvierte eine Ausbildung zum Schauspieler. In verschiedenen Theaterrollen war er in den 1960er-Jahren am Broadway in Manhattan zu sehen, unter anderem als Geoffrey im Theaterstück Bitterer Honig sowie in Franco Zeffirellis aufwendiger Produktion von Die Kameliendame. Ende der 1960er-Jahre übernahm er in Mart Crowleys Stück The Boys in the Band die riskante Rolle des unter psychologischer Behandlung stehenden Schwulen Donald, die Off-Broadway-Produktion wurde zum Überraschungserfolg. Combs spielte die Rolle in der Verfilmung Die Harten und die Zarten von William Friedkin erneut. Daneben spielte Combs auch weitere Rollen in Film und Fernsehen, doch diese blieben meist kleiner Natur, beispielsweise als namenloser Reporter in der Miniserie Roots.
Mit Unterstützung einer Stiftung von Edward Albee entstand sein erstes Theaterstück The Children’s Mass, das 1973 in New York seine Premiere hatte. Combs schrieb daraufhin weitere Einakter-Stücke, mit denen er im Raum Los Angeles auftrat. Ab Ende der 1970er-Jahre arbeitete er auch als Schauspiellehrer und arbeitete mit einem Schulprojekt zusammen, bei dem er Kindern und Jugendlichen das Theater nahebringen wollte. Combs starb im September 1992 im Alter von 56 Jahren an Aids.

## Filmografie
- 1965: Preston & Preston  (The Defenders; Fernsehserie, eine Folge) – Rolle: Robert Kraft
- 1967: Verrückter wilder Westen (The Wild Wild West; Fernsehserie, eine Folge) – Rolle: Fahrstuhljunge
- 1970: Die Harten und die Zarten (The Boys in the Band) – Rolle: Donald
- 1971: Bad Marien’s Last Year (Kurzfilm) – Rolle: Boyfriend
- 1978: The Users (Fernsehfilm) – Rolle: Editor
- 1979: Roots – Die nächsten Generationen (Miniserie, eine Folge) – Rolle: Reporter
- 1965: Fires of the Mind – Rolle: Robert Kraft
- 1980: Moviola – Greta Garbo: Die Göttliche (The Silent Lovers; Fernsehfilm) – Rolle: Howard Strickling
- 1983: Another Woman’s Child (Fernsehfilm) – Rolle: Doktor
- 1988: David (Fernsehfilm) – Rolle:  Ken Curtis